# Državna cesta D31
D31 je državna cesta u Hrvatskoj. Ukupna duljina iznosi 56,2 km.Cesta povezuje Veliku Goricu i Glinu, tj. Turopolje i Baniju.

### Opis ceste
Cesta počinje kraj jugoistočnog ulaza u Veliku Gorica, od križanja s državnom cestom D30. Prvi značajan objekt na cesti je petlja Velika Gorica jug na autocesti A11. Na ovoj dionici D31 je ujedno i ulica u Velikoj Gorici te nosi naziv Ulica 153. brigade. Cesta je četverotračna, s dva odvojena kolnika a paralelno uz cestu je izgrađena biciklistička i pjesačka staza. Nakon petlje Velika Gorica jug cesta se sužava u jedan kolnik i prelazi preko mosta Kušanec, koji premošćuje oteretni kanal Sava-Odra. Sljedećih 8 km cesta vijuga kroz šume Turopoljskog luga sve dok ne dođe do sela Mala Buna. Ovdje započinje uspon u Vukomeričke gorice i prema Kravarskom, najznačajnijem naselju ovog kraja. D31 u Kravarskom se penje na 230 mnv. Kravarsko je ujedno i najviša točka ceste. Kvaliteta kolnika između Velike Gorice i Kravarskog je vrlo dobra, postoje samo manja ulegnuća u blizini Kravarskog uzrokovana klizanjem tla.
Dionica od Kravarskog do Pokupskog prati vrhove brda i samo u par navrata se spušta u doline potoka. Najznačajniji spust i uspon su između Kravarskog i Gornjeg Hruševca. Cesta se ovdje naglo spušta u dolinu Kravaršćice da bi se kasnije ponovno popela do sela Gornji Hruševec. Upravo na ovom usponu se nalazi i jedina serpentina na cijeloj cesti. Poslije Gornjeg Hruševca kvaliteta kolnika pada i tek ga treba obnoviti. Dio ceste između sela Šestak Brdo i Pokupskog se obnavlja te je promet na njima pod posebnom regulacijom. Kod sela Cvetnić Brdo s D31 se spaja D36 te sljedeća 3.5 km, sve do mosta preko Kupe, ove dvije ceste dijele trasu. D31 će se od D36 odvaja na križanju prije mosta preko Kupe, gdje D36 nastavlja prema istoku uz rijeku Kupu, a D31 prelazi preko mosta na područje Sisačko-moslavačke županije.
Poslije mosta preko Kupe cesta se naglo penje do Slatine Pokupske i kasnije ponovno spušta u dolinu potoka Golinja. Cesta sljedeći par kilometara prati dolinu potoka sve do sela Donjeg Taborišta, gdje ponovno počinje njen uspon u niska brda Pokuplja i Banije. Sljedećih 15 km cesta vijuga po brdima sve dok ne dođe do sela Gornji Viduševac. U selu D31 silazi u dolinu rijeke Gline gdje cesta nakon 2.2 km završava i spaja se cestom D6. U selu Gornji Viduševac, prije samog spusta u dolinu, nalazi se crkva Svetog Franje. Iz dvorišta crkve puca krasan pogled na Glinu i okolicu.